# Dolores (Kolumbia)
Dolores – miasto w Kolumbii, w departamencie Tolima.